# 1587 en musique classique
| \| • Retour à la chronologie générale de la musique classique • \| |
| Grèce • Rome • Haut Moyen Âge • VIIIe siècle • IXe siècle • Xe siècle • XIe siècle XIIe siècle • XIIIe siècle • XIVe siècle • XVe siècle • XVIe siècle • XVIIe siècle XVIIIe siècle • XIXe siècle • XXe siècle • XXIe siècle |
| • Retour à la chronologie générale de la musique classique • |

| Années en musique classique : 1584 - 1585 - 1586 - 1587 - 1588 - 1589 - 1590    |
| Décennies en musique classique : 1550 - 1560 - 1570 - 1580 - 1590 - 1600 - 1610 |

## Naissances

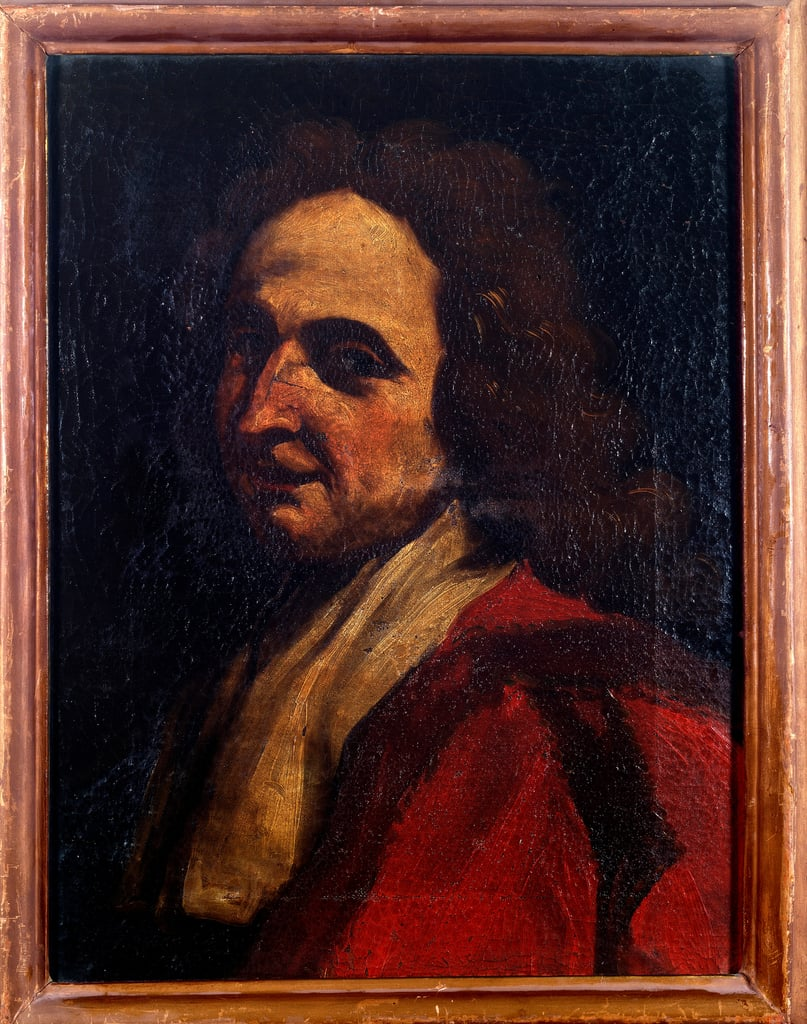
Stefano Landi

- 24 février : Antoine Boësset, compositeur français († 8 décembre 1643).
- 26 février : Stefano Landi, compositeur italien († 28 octobre 1639).
- 18 septembre : Francesca Caccini, compositrice italienne († vers 1641).

- 4 novembre : Samuel Scheidt, compositeur et organiste allemand († 24 mars 1654).

Vers 1587 :
- Guillaume Bouzignac, compositeur français († vers 1643).

## Décès
- 9 février : Vincenzo Ruffo, compositeur italien (° 1508).
- 15 juin : Giovanni Battista Pinello di Ghirardi, compositeur et maître de chapelle italien (° vers 1544).
- 29 août : Vincenzo Bellavere, compositeur italien.

Vers 1587 :
- Balthazar de Beaujoyeulx, violoniste et chorégraphe français d'origine italienne (° vers 1535).